# GNOME Shell

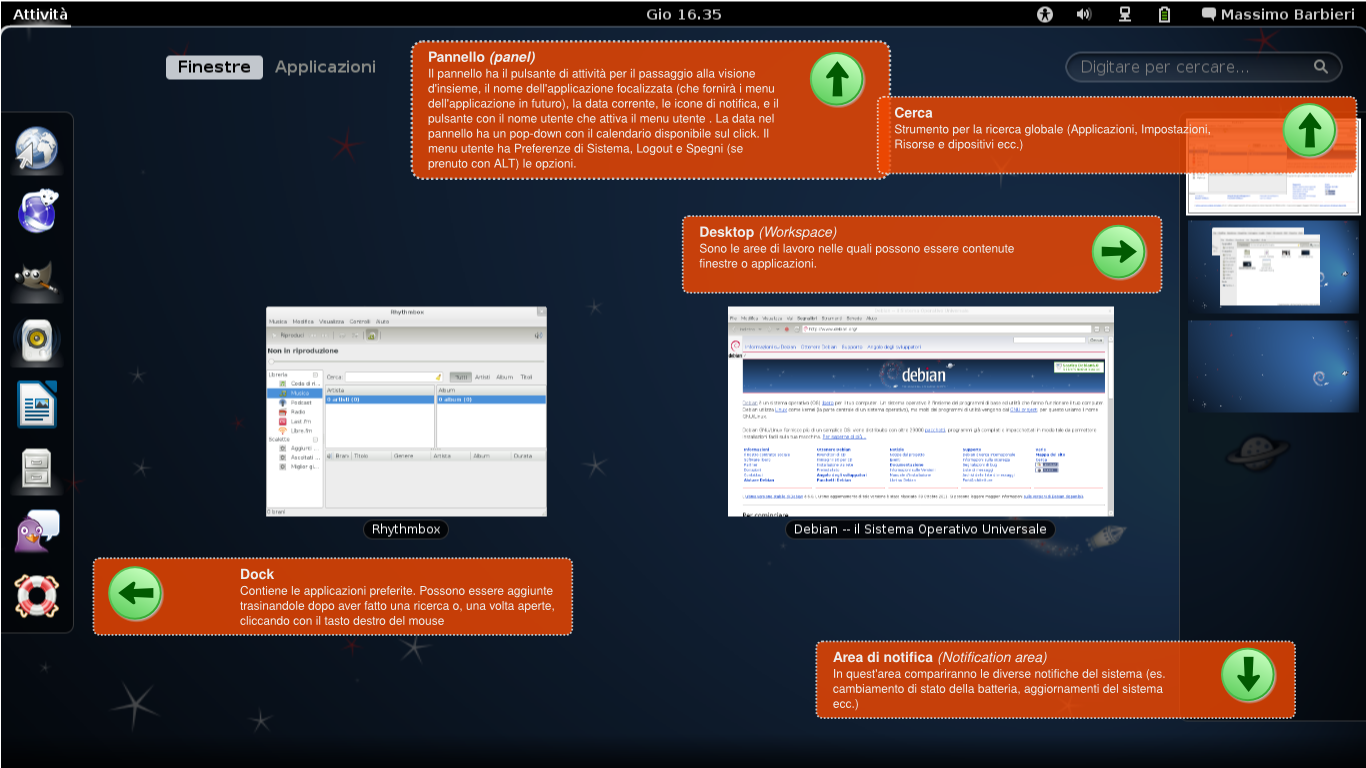
Gnome-Shell: screenshot e descrizione elementi principali del desktop

L'interfaccia grafica GNOME Shell funziona con tastiera e dispositivo di puntamento e anche touch screen.

GNOME Shell è l'interfaccia utente dell'ambiente desktop GNOME, a partire dalla versione 3. È stata distribuita il 6 aprile 2011.
Essa fornisce funzionalità di base come il passaggio tra le finestre e il lancio delle applicazioni. Sostituisce il pannello di GNOME e altri componenti software di GNOME 2 per offrire una esperienza utente che rompa con il modello desktop utilizzato nelle precedenti versioni di GNOME. È in sviluppo una versione di GNOME Shell 2D, questo per permettere anche a chi ha schede video datate o non supportate di usufruire della shell grafica GNOME.

## Caratteristiche
GNOME shell utilizza Mutter, un compositing window manager basato sul window manager Metacity, e il toolkit Clutter per fornire effetti visivi e l'accelerazione hardware. Secondo il maintainer di GNOME Shell Owen Taylor, è impostato come un plugin di Mutter, in gran parte scritto in JavaScript.

### Elementi principali
Gli elementi principali dell'interfaccia utente comprendono:
- Una nuova panoramica delle attività (activity overview): accessibile attraverso il pulsante Attività, l'angolo superiore sinistro dello schermo (hot corner) o il tasto Super/Windows, è la porta d'accesso a tutte le attività svolte al computer; consente di visualizzare in un solo colpo tutte le finestre e può essere utilizzata per passare da un lavoro a un altro e per lanciare le applicazioni[9]; ospita:
  - Un dock (chiamato "Dash"): per eseguire e passare rapidamente tra le applicazioni;
  - Un selettore di finestre, simile a quello di macOS Mission Control, che incorpora anche un selettore/gestore delle area di lavoro;
  - Un selettore di applicazioni;
  - Una funzione integrata di ricerca in grado di aprire applicazioni, finestre, documenti recenti e gestire impostazioni di sistema[9];
- Un'area di stato del sistema (system status area): un menu, posizionato nell'angolo superiore destro dello schermo, che consente di ottenere rapidamente una panoramica dello stato del sistema; il menu permette, tra le altre cose, il controllo del volume, della luminosità dello schermo, delle reti Wi-Fi, del Bluetooth, mostra il livello della batteria, le impostazioni di privacy, ecc[10].
- Un'area delle notifiche (notification area, o cassetto dei messaggi'/messaging tray): una zona nella parte inferiore dello schermo utilizzata per l'alloggio di notifiche sia statiche che interattive; è possibile rispondere a un messaggio direttamente dalla sua notifica, così come riprendere una conversazione precedente. In questo modo è possibile comunicare con i propri contatti senza dover passare da una finestra all'altra[9].
- Il magnetismo delle finestre rispetto ai bordi dello schermo, per farle riempire una metà dello schermo oppure lo schermo intero;
- I bottoni delle finestre sono stati ridotti a uno solo (solo quello di chiusura) invece dei canonici tre (massimizza, minimizza, chiusura). Quello di minimizzazione è stato rimosso a causa della mancanza del pannello per ridurre al minimo le finestre, a favore della gestione finestra di lavoro. La massimizzazione può essere ottenuta utilizzando il magnetismo della finestra nei confronti del bordo superiore dello schermo.

### Estendibilità
Le funzionalità di base di GNOME Shell possono essere modificate o ampliate aggiungendo le estensioni. Le estensioni sono scritte in JavaScript e si trovano sull'apposito sito web di GNOME extensions e possono essere installare direttamente attraverso il browser.
Alcune di queste estensioni sono ospitate nel repository git di GNOME, anche se non sono ufficiali.

## Galleria d'immagini

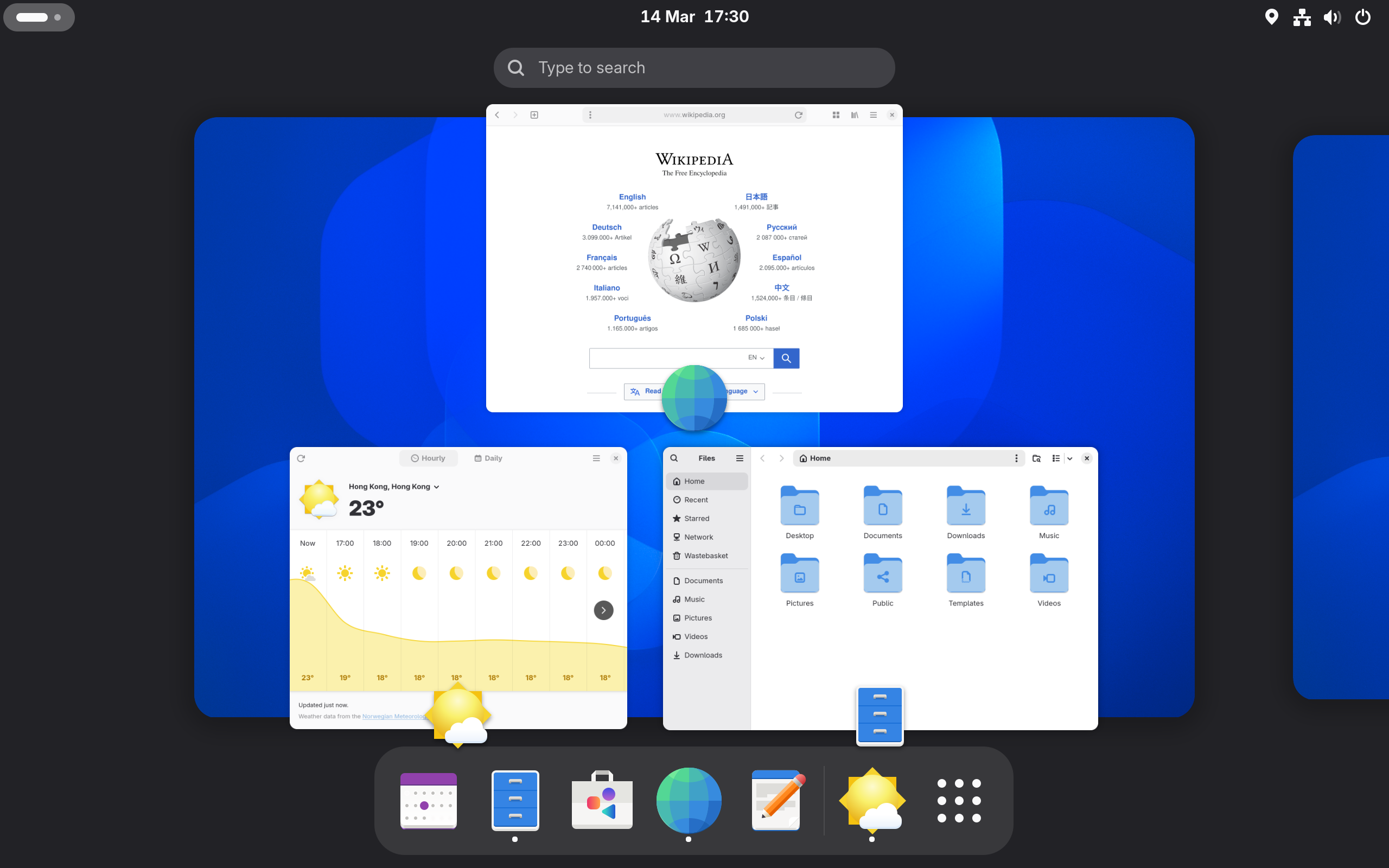
GNOME Shell in modalità panoramica Attività (overview)
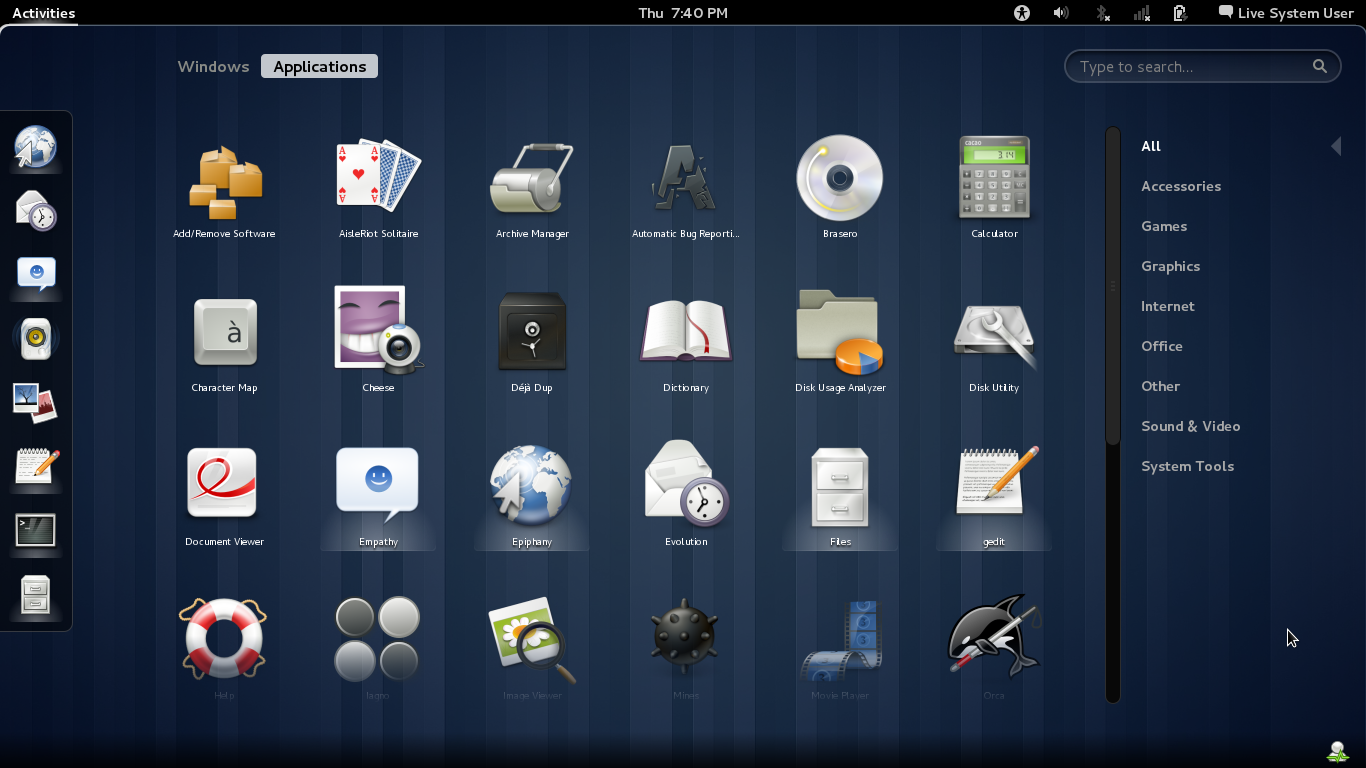
Selettore di applicazioni